# (21161) Yamashitaharuo
(21161) Yamashitaharuo est un astéroïde de la ceinture principale.

## Description
(21161) Yamashitaharuo est un astéroïde de la ceinture principale. Il fut découvert le 15 octobre 1993 à Kitami par Kin Endate et Kazuro Watanabe. Il présente une orbite caractérisée par un demi-grand axe de 3,17 UA, une excentricité de 0,05 et une inclinaison de 13,9° par rapport à l'écliptique.